# Alderamin

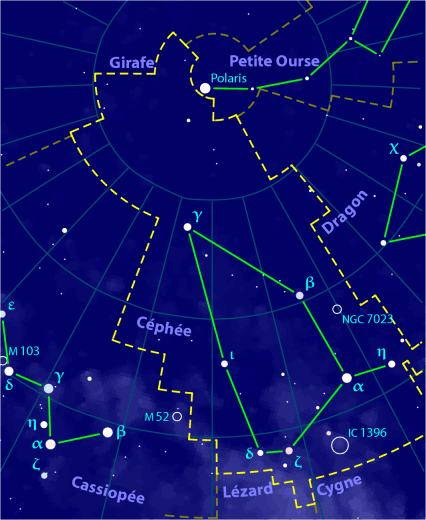
Constelación de Cefeo.

Alderamin (Alfa Cephei / α Cep / 5 Cep) es una estrella situada en la constelación de Cefeo, la más brillante de la misma con magnitud aparente +2.43. Su nombre proviene de la contracción de la frase árabe الذراع اليمن (að-ðirā‘ al-yaman, ‘el brazo derecho’).
A 49 años luz de distancia del sistema solar, Alderamin es una subgigante blanca de tipo espectral A7IV con una temperatura efectiva de 7600 K. Su luminosidad es veinte veces mayor que la del Sol y su radio es 2.5 veces el radio solar. Como otras estrellas similares, es ligeramente variable con una oscilación en su brillo de 0.06 magnitudes; está catalogada como una variable Delta Scuti. Su velocidad de rotación es muy alta, de al menos 246 km/s, completando un giro en menos de medio día; esta rápida rotación aparentemente inhibiría la diferenciación de elementos químicos usualmente observada en estrellas de este tipo. Emite una cantidad de radiación X similar a la del Sol, que junto con otros indicadores sugiere la existencia de una considerable actividad magnética, algo inesperado (aunque no del todo inusual) en una estrella de tipo A que, además, es un rotador rápido. Estrellas de esta masa ya no poseen la envoltura convectiva profunda típica de las estrellas de secuencia principal inferior, y que es la que se supone mantiene el campo magnético intenso en ellas.
Debido a la precesión de la Tierra, Alderamin marcó el polo norte celeste hace unos 20 000 años y volverá a señalarlo hacia el año 7500 de nuestra era.